# Woiwodschaft Ostrołęka

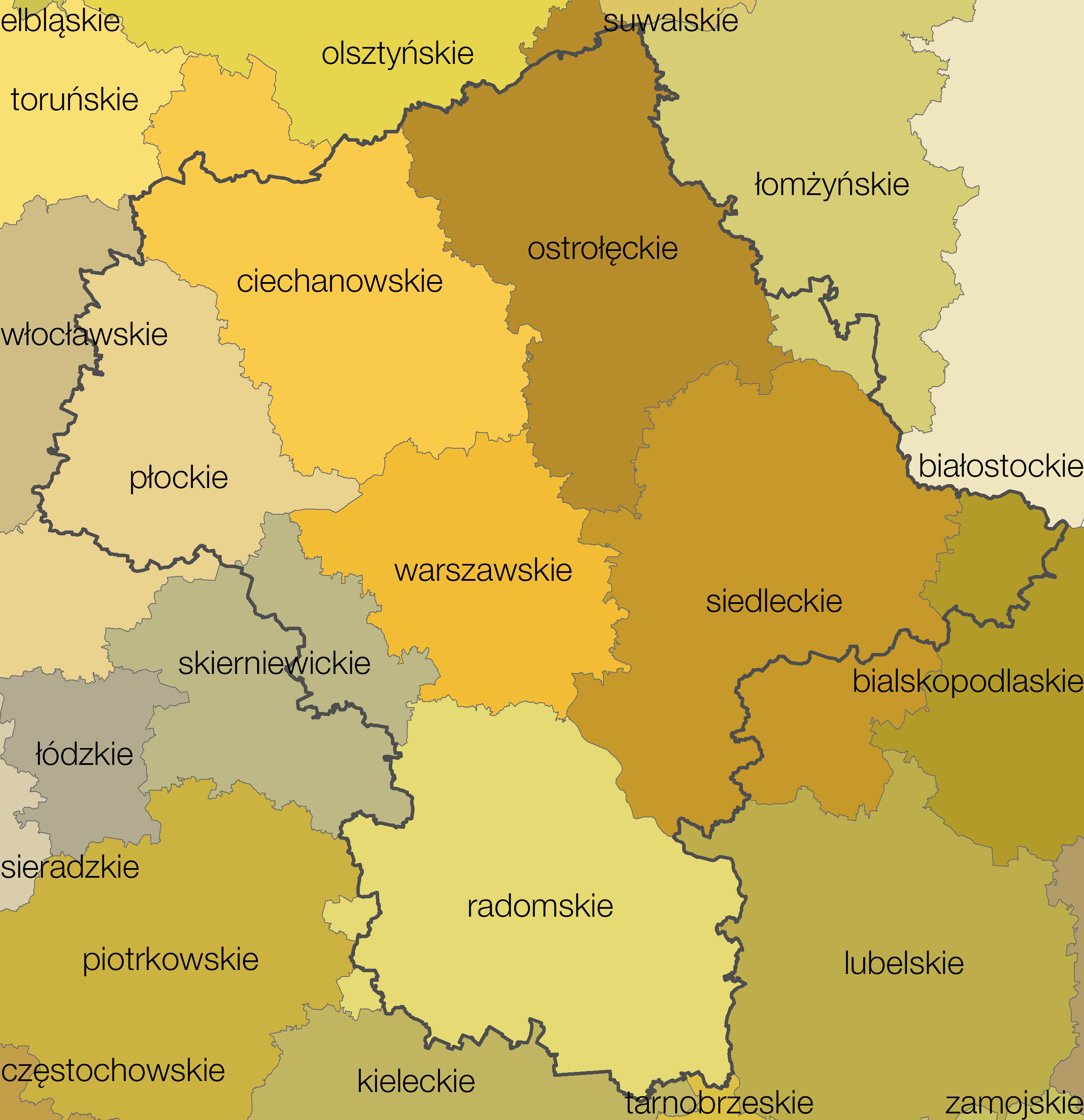
Woiwodschaft Ostrołęka (in braun) neben anderen 1998 überwiegend aufgegangen in der Woiwodschaft Masowien

Die Woiwodschaft Ostrołęka (polnisch województwo ostrołęckie) war in den Jahren 1975 bis 1998 eine polnische Verwaltungseinheit, die im Zuge einer Verwaltungsreform in der heutigen Woiwodschaft Masowien aufging. Hauptstadt war Ostrołęka.
Bedeutende Städte waren (Einwohnerzahlen von 1995):
- Ostrołęka (53.700)
- Wyszków (25.300)
- Ostrów Mazowiecka (22.000)